# Parvathipuram Manyam (Distrikt)
Der Distrikt Parvathipuram Manyam (Telugu పార్వతీపురం మన్యం జిల్లా) ist ein Verwaltungsdistrikt im indischen Bundesstaat Andhra Pradesh. Verwaltungssitz ist die Stadt Parvathipuram. Der Distrikt wurde 2022 gebildet. 

## Lage

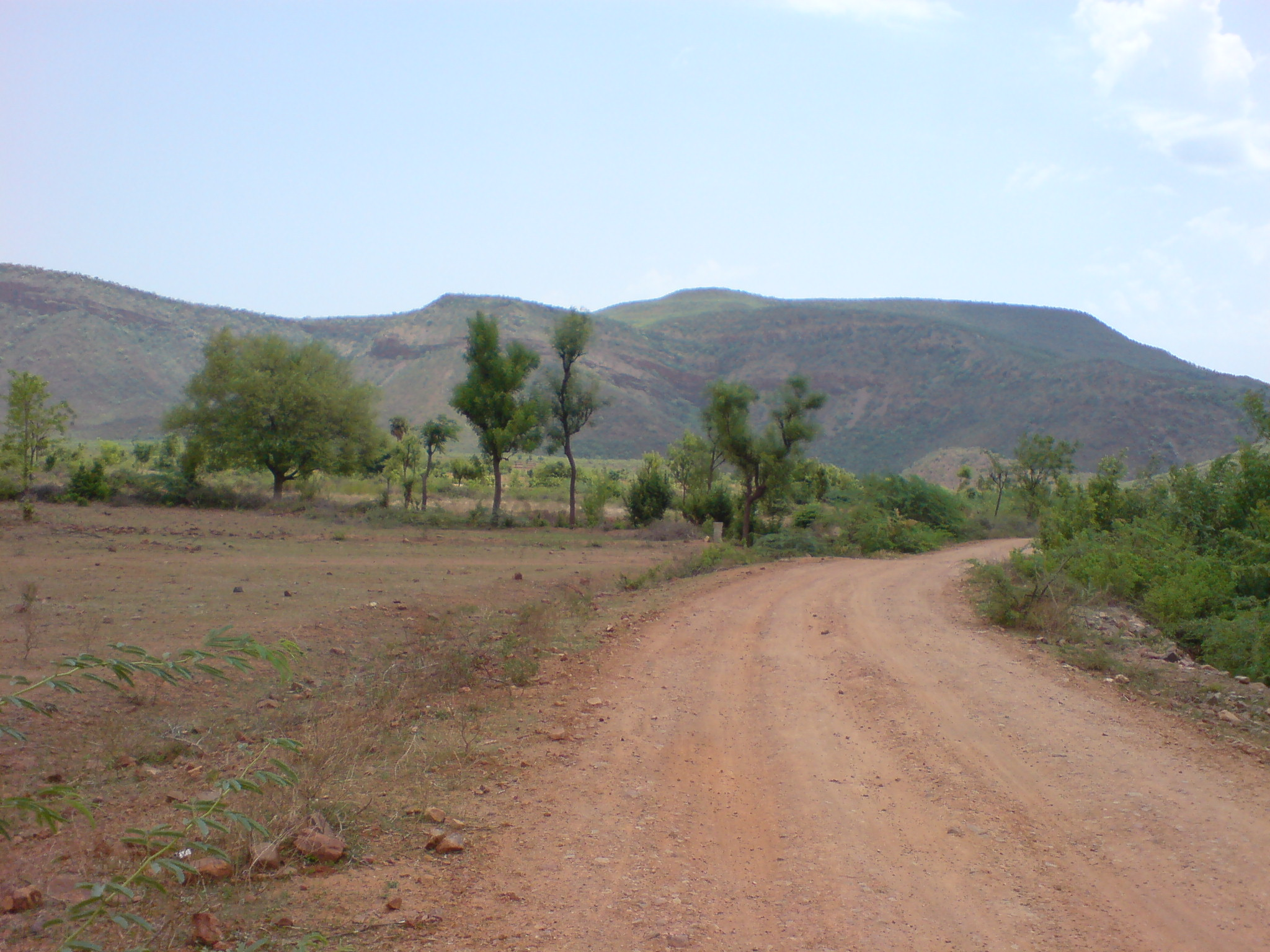
Landschaft bei Palakonda

Der Distrikt liegt im Norden Andhra Pradeshs an der Grenze zum Bundesstaat Odisha. Die angrenzenden Distrikte sind Alluri Sitharama Raju im Südwesten, Vizianagaram im Süden, sowie Srikakulam im Südosten. Im Norden und Nordwesten grenzt der Distrikt an die Distrikte Koraput, Rayagada und Gajapati von Odisha. Physiogeographisch besteht der Distrikt zum einen aus der flachen Küstenebene im Osten und zum anderen aus Hügel- und Bergland an der Grenze zu Odisha. Erstere wird intensiv landwirtschaftlich genutzt und letzteres ist überwiegend bewaldet. Das Bergland in den beiden ehemaligen Taluks Parvathipuram und Saluru, die vor 2022 zum Distrikt Srikakulam gehörten, ist auch unter der Bezeichnung Agency tracts („Behördengebiete“) bekannt. Die Bezeichnung leitet sich von der früheren Vizagapatam Hill Tracts Agency aus der britischen Kolonialzeit ab. Die hauptsächlichen Hügelketten Dumakonda, Antikonda, Palakonda, Kodagandi und Gamatikonda sind alle Ausläufer der Ostghats und weisen einen Verlauf von Nordwesten nach Südosten auf. Die größten Flüsse sind Nagavali, Suvarnamukhi, Vegavathi und Gomukhi.

## Klima
Das Klima im Distrikt ist tropisch und vom Monsun geprägt. Die Vegetation ist entsprechend der unterschiedlichen Topographie variabel. In der Ebene herrschen Xerophyten vor und im Bergland Mesophyten. Das Klima ist durch hohe Luftfeuchtigkeit und starken saisonalen Regenfall geprägt. Die Sommersaison dauert von März bis Mitte Juni. Danach folgt die Zeit des Südwestmonsuns, die etwa bis zur zweiten Oktoberwoche andauert. Es schließt sich eine Übergangsphase von Mitte Oktober bis Ende November an (Zeit des sich zurückziehenden Monsuns). Danach folgt die Wintersaison von Dezember bis Februar mit im Allgemeinen angenehmen Temperaturen. Die Jahresmitteltemperatur liegt bei 27 °C. Die höchsten Temperaturen werden mit 35 °C im Mai erreicht und die niedrigsten mit etwa 18 °C im Dezember und Januar. In der kälteren Jahreszeit können die Temperaturen in der Nacht bis auf etwa 11 °C absinken. Das Klima im Bergland unterscheidet sich von dem der Ebenen und ist feuchter und milder.

## Geschichte
Der Distrikt wurde am 4. April 2022 im Rahmen einer Distriktneugliederung Andhra Pradeshs aus Teilen der Distrikte Visakhapatnam und Srikakulam neu gebildet. Der neue Distrikt wurde nach seiner designierten Distrikthauptstadt Parvathipuram benannt.

## Bevölkerung
Der spätere Distrikt hatte im Jahr 2011 925.340 Einwohner (454.623 männlich, 470.717 weiblich), was bei einer Fläche von 3659 km² einer Bevölkerungsdichte von 253 Einwohnern pro Quadratkilometer entsprach. 13,41 % der Bevölkerung lebten in städtischen Siedlungen. Die Alphabetisierungsrate (> 6 Jahre) lag 2011 bei 50,90 % (männlich: 59,62 % / weiblich: 42,47 %). 110.169 Personen waren Angehörige registrierter unterprivilegierter Kasten (scheduled castes) und 260.419 zählten zur registrierten indigenen Stammesbevölkerung (scheduled tribes). In religiöser Hinsicht war der Distrikt sehr homogen: 904.000 Hindus, 14.163 Christen, 2946 Muslime, 69 Jains, 59 Sikhs, 38 Buddhisten, 70 andere Religionen und 3995 ohne Angabe.
Die indigene Stammesbevölkerung gehört verschiedenen Ethnien an: etwa 44 % Jatapu (hauptsächlich in den Mandals Gummalakshmipuram, Kurupam, Komarada), 24 % Kondadora (Mandals Saluru, Pachipenta, Makkuva, Parvathipuram), 13 % Savara (an den Berghängen der Mandals Gummalakshmipuram und Kurupam), 9,5 % Gadaba (Mandals Saluru, Pachipenta, Jiyammavalasa, Parvathipuram) und in geringerer Prozentzahl Mannedora und Mukhadora. Die Jatapu und Kondadora sprechen Telugu und die Savara bzw. Gadaba austroasiatische und dravidische Sprachen.

## Verwaltungsgliederung

### Mandals
Im Jahr 2023 war der Distrikt in zwei Divisionen und 15 Mandals unterteilt.
- Division Parvathipuram mit den sieben Mandals Komarada, Parvathipuram, Makkuva, Seethanagaram, Balijipeta, Salur, Pachipenta,
- Division Palakonda mit den acht Mandals Gummalakshmipuram, Kurupam, Jiyammavalasa, Garugubilli, Palakonda, Seetampeta, Bhamini, Veeraghattam.

### Städtische Siedlungen
Im späteren Distrikt gab es im Jahr 2022 zwei Municipalities (mit Einwohnerzahlen 2011): Saluru (49.500) und Parvathipuram (53.844), sowie eine Nagar panchayat (Palakonda, 20.760 Ew.).

## Wirtschaft
Haupterwerbszweig ist die Landwirtschaft, in der nach dem Zensus 2011 368.034 Personen (76,5 % der arbeitenden Bevölkerung) beschäftigt waren. Im Jahr 2019–20 wurden 1264,5 km² Fläche landwirtschaftlich (zum Teil mehrfach im Jahr) genutzt. Die hauptsächlich angebauten Agrarprodukte waren Reis, Mais, Baumwolle, Urdbohnen (black gram), Mungbohnen (green gram) und Zuckerrohr.

## Besonderheiten

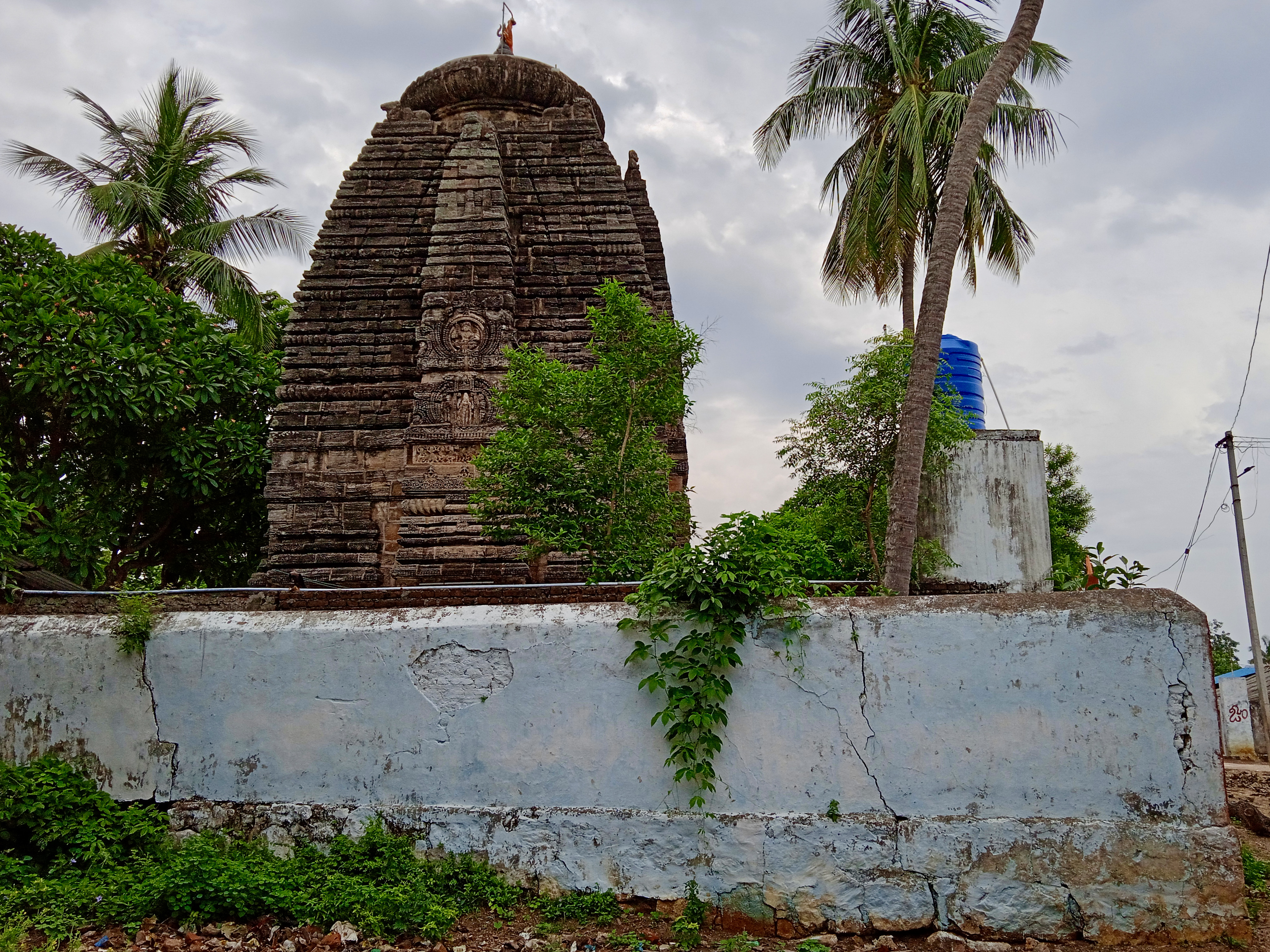
Kamalingeswara-Tempel

Im Bergland des Distrikts gibt es verschiedene Natursehenswürdigkeiten (Thonam-Wasserfall im Mandal Salur, Tadikonda-Wasserfall im Mandal Gummalakshmipuram, Durgapadu-Wsserfall beim Ort Rayagada). Ein technisch interessantes Bauwerk ist das Thotapalli-Stauwehr im Mandal Garugubilli, das von 2003 bis 2015 am Fluss Nagavali erbaut wurde. Bedeutende Tempel(ruinen) sind im Mandal Balijipata der Kamalingeswara-Swamy-Tempel im Dorf Galavalli (10. Jahrhundert) und der Sri-Neelakanteswara-Swamy-Tempel im Dorf Narayanapuram (13. Jhd.), sowie im Mandal Jayathi der Parvathi-Tempel im Dorf Mentada und der Vigneswara-Tempel im Dorf Jayathi (beide aus dem 12. Jhd.).